# (6205) Menottigalli
(6205) Menottigalli es un asteroide perteneciente al cinturón de asteroides, región del sistema solar que se encuentra entre las órbitas de Marte y Júpiter, descubierto el 17 de julio de 1983 por Edward Bowell desde la Estación Anderson Mesa (condado de Coconino, cerca de Flagstaff, Arizona, Estados Unidos).

## Designación y nombre
Designado provisionalmente como 1983 OD. Fue nombrado Menottigalli en homenaje a Menotti Galli, físico de la Universidad de Bolonia. Se inició con la investigación de los rayos cósmicos y los meteoritos y posteriormente se extendió a la física del sol y la heliosfera. Ha estudiado las relaciones Sol-Tierra, isótopos cosmogénicos y radiocarbono en los anillos de los árboles. Sugirió buscar micropartículas incrustadas en la resina de los árboles que sobrevivieron a la explosión de Tunguska, y participó en la expedición de 1991 para recolectar las muestras de madera necesarias, con el resultado de que se identificó un grupo de elementos como posibles componentes del cuerpo de Tunguska.

## Características orbitales
Menottigalli está situado a una distancia media del Sol de 2,363 ua, pudiendo alejarse hasta 2,913 ua y acercarse hasta 1,814 ua. Su excentricidad es 0,232 y la inclinación orbital 13,81 grados. Emplea 1327,51 días en completar una órbita alrededor del Sol.

## Características físicas
La magnitud absoluta de Menottigalli es 13,6. Tiene 8,209 km de diámetro y su albedo se estima en 0,121. 